# Flea
Flea, właśc. Michael Peter Balzary (ur. 16 października 1962 w Melbourne) – australijsko-amerykański gitarzysta basowy, trębacz i aktor pochodzenia węgierskiego i irlandzkiego. Najdłużej związany z alternatywnym zespołem Red Hot Chili Peppers, którego jest współzałożycielem. W trakcie pracy z zespołem komponował i wykonywał różne rodzaje muzyki. Jego gra na gitarze basowej łączy mocny slapping z innymi, bardziej wyważonymi i melodyjnymi technikami. Poza Red Hot Chili Peppers Balzary współpracował z takimi artystami jak Jane’s Addiction, The Mars Volta i Alanis Morissette. Styl gry opiera na funku i punk rocku, cechuje się prostotą i minimalizmem; Flea uważa, że skomplikowane elementy gry na gitarze powinny być używane mądrze i w wyważonych dawkach.
Pierwotnie talent muzyczny wiązał z karierą trębacza, nauczył się grać na gitarze basowej od swojego kolegi ze szkoły średniej, późniejszego członka Red Hot Chili Peppers, Hillela Slovaka, który potrzebował basisty do swojego zespołu What Is This?. Flea dołączył do zespołu, jednak opuścił go kilka miesięcy później, by zacząć współpracę z grupą Fear.
Krótko później powrócił do gry ze Slovakiem i po dołączeniu dwóch absolwentów tej samej szkoły średniej, Anthony’ego Kiedisa i Jacka Ironsa, utworzono Red Hot Chili Peppers. Flea wystąpił gościnnie w kilku filmach, np. Powrót do przyszłości II (1989), Moje własne Idaho (1991), Las Vegas Parano (1998), Big Lebowski (1998) i Toy Story 4 (2019).
W 2009 roku basista założył własną firmę produkującą gitary basowe Fleabass, mając na celu zapewnienie przystępnej cenowo alternatywy dla początkujących basistów; sam Flea czasem ich używa podczas grania.

## Życiorys

### Młodość
Urodził się w Melbourne 16 października 1962. Jego ojciec, Mick Balzary, był z zamiłowania wędkarzem i często zabierał syna na ryby. Gdy Flea miał pięć lat, przeniósł się wraz z rodziną do Rye w stanie Nowy Jork, gdzie ojciec zaczął kontynuować swoją karierę zawodową. W 1971 rodzice muzyka rozwiedli się i ojciec wrócił do Australii. Gitarzysta pozostał w Rye wraz ze swoim rodzeństwem i matką Patricią, która niebawem poślubiła muzyka jazzowego. Ojczym Balzary’ego niejednokrotnie zapraszał przyjaciół z branży muzycznej do domu, w którym urządzał sesje improwizacyjne. Rodzina przeniosła się do Los Angeles, gdzie Flea zaczął pobierać lekcje gry na trąbce. Przez swoich nauczycieli był uważany za „cudowne dziecko trąbki”, którego talent był niemal równy geniuszowi Herba Elperta. W tym okresie Flea nie wykazywał zainteresowania muzyką rockową, jego idolami muzycznymi byli zaś tacy artyści jazzowi jak Miles Davis, Louis Armstrong i Dizzy Gillespie.
Ojczym muzyka był alkoholikiem mającym problemy z prawem (kilkakrotnie wdawał się w strzelaniny z policją). „Moje dzieciństwo było przepełnione przemocą i alkoholem”, powiedział Flea; „dorastałem w ciągłym strachu przed moimi rodzicami, zwłaszcza przed nastrojami mojego ojca. Postawa ta przysporzyła mi wiele kłopotów w późniejszym życiu. W wieku 13 lat muzyk zaczął codziennie palić marihuanę.
Flea uczęszczał do Fairfax High School – pobyt w szkole zmienił jego muzyczne zainteresowania. Gitarzysta poznał tam Anthony’ego Kiedisa, z którym się zaprzyjaźnił. Kiedis później powiedział: „byliśmy połączeni przez siły przyjaźni i miłości, byliśmy jak papużki nierozłączki. Obaj byliśmy wyrzutkami społecznymi. Znaleźliśmy się nawzajem i ta znajomość przeistoczyła się w najlepszą i najdłuższą w moim życiu”. Kiedis wywarł wpływ na zainteresowania muzyczne Balzary’ego, zwracając jego uwagę na muzykę rockową, przede wszystkim punk rock. Muzyk zawdzięcza swój pseudonim Kiedisowi, który użył po raz pierwszy przydomku Flea (pol. 'pchła') po jednej z narciarskich wycieczek; nazwa ma symbolizować niespokojne i kapryśne usposobienie gitarzysty.

### 1980–1984: Założenie Red Hot Chili Peppers
Bliskim przyjacielem gitarzysty był Hillel Slovak, gitarzysta amatorskiej grupy Anthym. Dotychczasowy gitarzysta zespołu nie satysfakcjonował jego członków, więc Slovak zaczął wykładać Balzary’emu podstawy gry na gitarze basowej. Po kilku miesiącach nauki Flea doszedł do wprawy i dołączył do zespołu. Krótko po dołączeniu do grupy Anthym wziął udział w lokalnej Bitwie Zespołów (ang. Battle of the Bands) i zajął 2. miejsce. W czasie pobytu w zespole Flea opanował technikę zwaną slappingiem, która okazała się później kluczowa dla stylu Red Hot Chili Peppers. Anthym dawał koncerty w lokalnych klubach nocnych, pomimo tego że wszyscy członkowie formacji byli niepełnoletni. Flea, Slovak, i Kiedis zostali przyjaciółmi i wielokrotnie spotykali się w celu zażywania narkotyków, m.in. LSD, heroiny, kokainy, amfetaminy.
Młodzi muzycy zostali fanami punkowego ruchu w Los Angeles. Flea zaczął intensywnie słuchać punk rocka: „Piękną rzeczą w punku jest ta intensywność, ta energia, to oddanie muzyce. Punk odrzuca koncepcję bycia gwiazdą. Myślę, że muzycy, którzy nie zwracają uwagi na punk, mają dziurę w swojej wiedzy, co utrudnia im porozumiewanie się z dzisiejszym światem”. Anthym zmienił nazwę na What Is This? i stał się ulubieńcem klubów nocnych – na każdy występ grupy przychodziło średnio ponad trzydzieści osób. Pomimo względnej popularności zespół był rozchwiany emocjonalnie więc Balzary opuścił formację i dołączył do grupy Fear. Mimo że Fear był w tamtym okresie dobrze prosperującym zespołem, Flea czuł się niezadowolony z pobytu w grupie i opuścił ją krótko po dołączeniu. Gitarzysta pomyślnie przeszedł przesłuchanie do zespołu Public Image Ltd, odrzucił jednak propozycję dołączenia do grupy; później ujawnił, że jedynym powodem poddania się przesłuchaniu była okazja odbycia sesji improwizacyjnej z liderem Public Image Ltd, Johnem Lydonem.
Slovak, Kiedis i Flea zaczęli komponować własną muzykę, czerpiąc inspirację z twórczości zespołu Defunkt. Balzary, Slovak, Kiedis i były perkusista Anthym Jack Irons założyli zespół Tony Flow and the Miraculously Majestic Masters of Mayhem. Grupa nagrała jedną piosenkę pt. „Out in L.A.”, która została wykonana tylko raz. Po pierwszym koncercie w The Rhythm Lounge właściciel baru zaprosił zespół na jeszcze jeden występ – z dwoma piosenkami zamiast jednej. Po zagraniu kilku koncertów nazwa zespołu została zmieniona na Red Hot Chili Peppers.

### 1984–1990: Cztery pierwsze albumy
Repertuar grupy wzrósł do dziewięciu utworów jako rezultat występowania w lokalnych klubach i barach. Red Hot Chili Peppers podpisali kontrakt z EMI i z zamierzeniem nagrania dema wstąpili do Bijou Studios. Tymczasem Irons i Slovak opuścili zespół, by kontynuować „poważniejszą” karierę z What Is This?. Flea zaakceptował odejście muzyków, doszedł jednak do wniosku, że Red Hot Chili Peppers przestanie bez nich istnieć. Razem z Kiedisem przyjęli do zespołu perkusistę Cliffa Martineza i gitarzystę Jacka Shermana w celu zapełnienia luki po Slovaku i Ironsie. Andy Gill, pierwotnie członek Gang of Four, zgodził się wyprodukować pierwsze nagranie formacji. Gill i Sherman popadli w konflikt z Kiedisem i Balzarym; producent i gitarzysta nie zgadzali się co do stylu zespołu, dźwięku i sposobu produkcji. Flea uważał, że album był „sztywny; był zupełną porażką”, ale przyznał, że „byliśmy (on i Kiedis) aroganccy i obrzydliwi”. Debiutancki album zespołu, The Red Hot Chili Peppers, został wydany 10 sierpnia 1984, nie okazał się jednak sukcesem komercyjnym i zebrał negatywne opinie od krytyków. Po zakończeniu krótkiej, ograniczonej jedynie do Stanów Zjednoczonych trasy koncertowej, z zespołu wydalony został Jack Sherman (początek 1985). Po namowach Balzary’ego do Red Hot Chili Peppers powrócił Slovak.
Funkowy muzyk George Clinton został zatrudniony przez zespół do wyprodukowania drugiego albumu, Freaky Styley. Clintona z zespołem łączyła silna więź przyjaźni. Flea później powiedział o Clintonie, że był to „najprzyjemniejszy człowiek na ziemi”. Freaky Styley został wydany w sierpniu 1985 i, co rozczarowało zespół, sprzedał się w nakładzie jedynie 75 000 egzemplarzy w ciągu pierwszych 5 miesięcy. Balzary nie przejawiał większego zainteresowania małą popularnością albumu (oświadczył się swojej przyjaciółce, Loeshy Zeviar, która była z muzykiem w ciąży). Do wyprodukowania następnego nagrania formacja zatrudniła Michaela Beinhorna, niebranego wcześniej pod uwagę. Tymczasem działalność oficjalnie zakończyła grupa What Is This? i w połowie 1986 do Red Hot Chili Peppers powrócił Jack Irons (w międzyczasie z grupy został wydalony Martinez). Flea, Slovak i Kiedis zaczęli pogrążać się w nałogu narkotykowym, przez co ich wzajemne stosunki stały się bardzo napięte. Balzary skomentował sytuację: „Przestałem się bawić w zespole – nasze relacje przestały być zdrowe”. Kiedis w pełni uzależnił się od heroiny, pozostawiając resztę członków zespołu samych w trakcie pisania materiału na nowy album. Flea i Zeviar wzięli ślub, a niedługo potem urodziła się im córeczka, Clara. Kiedis został odizolowany od reszty członków zespołu i wysłany na miesięczną kurację odwykową. Wokalista pomyślnie przeszedł rehabilitację i wrócił do Los Angeles, by wraz z Red Hot Chili Peppers nagrać trzeci album studyjny, The Uplift Mofo Party Plan. Flea nazwał album „najbardziej rockowym” spośród wszystkich dotychczasowych wydawnictw formacji. The Uplift Mofo Party Plan okazał się nieco większym sukcesem komercyjnym niż dwie poprzednie płyty zespołu – został pozytywnie przyjęty przez krytyków i uplasował się na 148. miejscu listy Billboard 200. Po zakończeniu trasy koncertowej promującej album wzmógł się nałóg narkotykowy Slovaka. Flea zerwał przyjaźń z gitarzystą, przez co Slovak został odizolowany od zespołu i popadł w depresję. 28 czerwca 1988 Slovak został znaleziony martwy w swoim mieszkaniu – przyczyną śmierci było przedawkowanie heroiny. Flea powiedział: „Tak naprawdę nie wiedziałem, jak poradzić sobie z tą pustką i smutkiem, jaki ogarnął mnie po śmierci Hillela. Mam wrażenie, że Kiedis też nie mógł z tym żyć”. Irons, który najbardziej ze wszystkich członków formacji przeżył śmierć Slovaka, opuścił zespół.
Flea i Kiedis zawiesili tymczasowo działalność zespołu, jednak po kilku tygodniach zdecydowali się kontynuować działalność. Do Red Hot Chili Peppers dołączyli gitarzysta DeWayne „Blackbyrd” McKnight i perkusista D.H. Peligro, po czym grupa rozpoczęła nagrania do nowego albumu. Z czasem McKnight zaczął przejawiać brak zainteresowania członkostwem w zespole, ponadto jego styl nie korelował ze stylem grupy. Peligro przedstawił Balzary’emu Johna Frusciante – cała trójka wzięła razem udział w kilku sesjach improwizacyjnych. Flea był zafascynowany umiejętnościami Frusciante, a także zaskoczony jego znajomością repertuaru Red Hot Chili Peppers. Flea zdał sobie sprawę z tego, że Frusciante jest w stanie zapełnić dziurę stworzoną przez McKnighta. McKnight został wydalony z grupy, Frusciante przyjął zaś zaproszenie do dołączenia do zespołu. Peligro odszedł niedługo potem; jego miejsce zajął Chad Smith. Stosunki pomiędzy Balzarym i Zeviar tymczasem zaczęły się pogarszać; Balzary powrócił do codziennego zażywania marihuany. Na początku 1989 zespół zakończył nagrania do czwartego albumu studyjnego, Mother’s Milk. Album został przyjęty przez krytykę z umiarkowanym entuzjazmem, zyskał jednak dużą uwagę na rynku muzycznym; uplasował się na 58. miejscu listy Billboard 200. Flea zagrał na trąbce na nagraniach do albumu Jane’s Addiction, Nothing's Shocking (1988) oraz na gitarze basowej na albumie Stone Cold Rhymin' autorstwa Young MC (1989). Wystąpił również w teledysku „Bust a Move”.

### 1990–1998: Międzynarodowy sukces i projekty poboczne
Trasa koncertowa promująca Mother’s Milk wpłynęła niekorzystnie na stosunki w małżeństwie basisty. Z powodu złej sytuacji materialnej Flea zmuszony był nieustannie koncertować, przez co mało spędzał czasu z rodziną. Co więcej – Balzary i Smith zostali aresztowani z podejrzeniem o molestowanie seksualne po występie na antenie stacji telewizyjnej MTV. Oszacowano, że w tamtym okresie na każdy koncert formacji przychodziło ponad 1000 osób; Mother’s Milk zdobyła status złotej płyty na początku 1990. Po powrocie Red Hot Chili Peppers do Los Angeles, Flea i Zeviar weszli w separację. Flea próbował zapomnieć o separacji i kłopotach małżeńskich, zażywając coraz większe ilości marihuany i uprawiając seks z przypadkowymi fankami zespołu.
Po zakończeniu trasy Red Hot Chili Peppers zerwali kontrakt z EMI i podpisali umowę z Warner Bros. Records. Rick Rubin, który wcześniej odrzucił propozycję wyprodukowania The Uplift Mofo Party Plan, zgodził się wyprodukować kolejne nagranie grupy. W porównaniu do dużego użycia techniki gitarowej zwanej slapem na poprzednich czterech albumach Flea postanowił na kolejnej płycie zastosować bardziej melodyjne riffy gitarowe. Rubin zaproponował nagranie albumu w The Mansion, willi należącej niegdyś do Harry’ego Houdiniego. Flea nazwał sytuację „płodną, sprzyjającą pisaniu tekstów i muzyki” i zaprosił swoją córkę Clarę do tymczasowego zamieszkania z nim w willi. Cały zespół (z wyjątkiem Smitha) zamieszkał tam na okres procesu nagrywania. W przerwach od pisania tekstów i nagrywania materiału Balzary przez większość czasu palił marihuanę wraz z Frusciante. Flea nazwał przeżycia towarzyszące nagrywaniu albumu najlepszymi w życiu.

Podczas gdy my [zespół] robiliśmy Blood Sugar Sex Magik, spędziliśmy dużo czasu na urządzaniu sesji improwizacyjnych – długie godziny. Pamiętam, że Kiedis oderwał się od nas na jakiś czas i zaczął kręcić film; przez długi czas byliśmy tylko ja, John i Chad; wchodziliśmy do jednego z pokojów i po prostu graliśmy. Świetnie zgraliśmy się z Johnem – razem układaliśmy riffy i pisaliśmy muzykę. To był pierwszy raz, kiedy podczas nagrywania albumu nie byliśmy poganiani i zastraszani. Mogliśmy robić wszystko w swoim tempie.

Blood Sugar Sex Magik, wydany 24 września 1991, zyskał pozytywne oceny ze strony krytyki. Album uplasował się na 3. miejscu listy Billboard 200 oraz sprzedał się w nakładzie ponad 7 milionów egzemplarzy w samych Stanach Zjednoczonych. Dużym sukcesem okazała się również trasa koncertowa promująca album – średnio na każdy koncert przychodziło ponad 20 000 widzów. W ciągu amerykańskiego etapu trasy (podróż po zachodnim wybrzeżu, m.in. Kalifornia) Red Hot Chili Peppers towarzyszyła Nirvana. Wielka uwaga poświęcona zespołowi, a także jego wzrastająca popularność zaczęła dokuczać Frusciante, który z czasem zaczął nienawidzić siebie i swojej roli w zespole; muzyk opuścił zespół w trakcie japońskiego etapu trasy koncertowej. Na czas trasy do grupy dołączył Arik Marshall.
Marshall został wydalony z zespołu tuż po zakończeniu trasy; do formacji dołączył były gitarzysta Jane’s Addiction, Dave Navarro, który miał wziąć udział w nagrywaniu nowego albumu Red Hot Chili Peppers. Z uwagi na powracający nałóg narkotykowy Kiedisa i związana z tym niedyspozycyjność Flea był zmuszony przyjąć rolę autora tekstów, po raz pierwszy w karierze. Gitarzysta napisał większość utworu „Transcending” i intro do „Deep Kick” (do piosenki tej Balzary napisał również tekst). Balzary napisał również tekst do utworu „Pea”, w którym zagrał na gitarze basowej i wystąpił w roli wokalisty. Wszystkie te trzy utwory pojawiły się na szóstym albumie studyjnym Red Hot Chili Peppers, One Hot Minute, wydanym 12 września 1995. Został przyjęty na rynku z umiarkowanym entuzjazmem oraz sprzedał się w mniejszym nakładzie niż Blood Sugar Sex Magik. Trasa koncertowa promująca album została skrócona w najwyższym możliwym stopniu ze względu na kontuzje odniesione przez Smitha i Kiedisa podczas koncertów; członkowie zespołu po zakończeniu trasy postanowili tymczasowo zawiesić działalność formacji. Flea zaczął praktykować jogę i z czasem ograniczył zażywanie marihuany. W związku z brakiem aktywności Red Hot Chili Peppers Flea wziął udział wraz z Navarro w trasie koncertowej zespołu Jane’s Addiction tuż po wznowieniu działalności grupy (1997); basista zajął miejsce Erica Avery. W międzyczasie pojawił się plotki mówiące o rozpadzie zespołu, Navarro jednak powiedział: „Chcę zapewnić, że nie zamierzamy rozwiązać Red Hot Chili Peppers... ja i Flea cieszymy się z tego, że możemy pracować dla obu grup”.
Balzary poczynił również plany nagrania albumu solowego. Poprosił menadżera Chili Peppers, Lindy Goetza, o promocję jego debiutanckiego nagrania solowego i jego przyszłej solowej kariery. Ostatecznie muzyk zrezygnował ze swoich planów, chcąc poświęcić się pomocy innym artystom. Wystąpił na ponad 40 nagraniach w latach 1995-1998 (m.in. Jagged Little Pill Alanis Morissette i Ball-Hog or Tugboat? Mike’a Watta). Współpracował z takimi muzykami jak Tori Amos i Michael Stipe nad utworem, który użyty w ścieżce dźwiękowej w filmie Don Juan DeMarco (1995). Navarro opuścił Red Hot Chili Peppers w 1998 – wtedy Flea zakwestionował sens istnienia zespołu: „dalszą karierę zespołu wyobrażałem sobie jedynie w wypadku, gdyby John wrócił do nas”. Frusciante pozostawał w silnym uzależnieniu narkotyków w latach 1993–1997, co doprowadziło go niemal do śmierci; na początku 1998 muzyk pomyślnie zakończył kurację odwykową. W lutym 1998 Flea zaproponował Frusciante powrót do zespołu – gitarzysta przyjął propozycję.

### od 1998:Californication,By the WayiStadium Arcadium
Zespół, wraz z Frusciante, rozpoczął pisanie materiału na nowy album latem 1998 w garażu Balzary’ego. On i Kiedis czuli się dość niepewnie podczas komponowania piosenek ze względu na przeciętny sukces komercyjny One Hot Minute. Niedługo przedtem Flea zakończył znajomość ze swoją długoletnią partnerką, Marissą Pouw, co spowodowało, że basista popadł w depresję. Basista pokonał chorobę, gdy jego córka, Clara, po kilku tygodniach płaczu zaczęła go pocieszać.
Flea zafascynował się muzyką elektroniczną, co spowodowało, że w czasie nagrywania Californication dopuścił się modulowania cyfrowego swoich riffów gitarowych. Sesja nagraniowa Californication trwała niespełna dwa tygodnie; dla porównania, nagrywanie One Hot Minute zajęło ponad rok. Californication został wydany 8 czerwca 1999 – zyskał bardzo pozytywne oceny krytyków i sprzedał się w nakładzie piętnastu milionów kopii na całym świecie – większym niż Blood Sugar Sex Magik. Formacja zagrała na festiwalu Woodstock 1999, gdzie Flea grał kompletnie nagi (podobnie jak Reading and Leeds Festivals, i kilku innych koncertach wchodzących w skład trasy koncertowej promującej Californication).
Flea odniósł wrażenie, że system szkolnictwa publicznego w znaczącym stopniu zaniedbuje edukację muzyczną młodych ludzi i generalnie wszystkie zagadnienia powiązane ze sztuką. W odpowiedzi założył Silverlake Conservatory of Music, uczelnię pomagającą młodym ludziom poznawać tajniki muzyki. „Chcę pomóc, gdyż edukacja w szkołach nierzadko porzuca swój główny cel. Zniechęcają niektórych dzieciaków do szkoły, wyrzucając z niej zajęcia muzyczne”, argumentuje muzyk. „Dorastałem i uczęszczałem do publicznej szkoły w Los Angeles, byłem w klasie o profilu muzycznym. To była dla mnie naprawdę ważna rzecz, tego chciałem się trzymać. Bez muzyki wpadłbym w wiele kłopotów. Dzisiaj też żyją takie dzieciaki, podobne do mnie. Chciałem dać im coś, czego i ja doświadczyłem”.

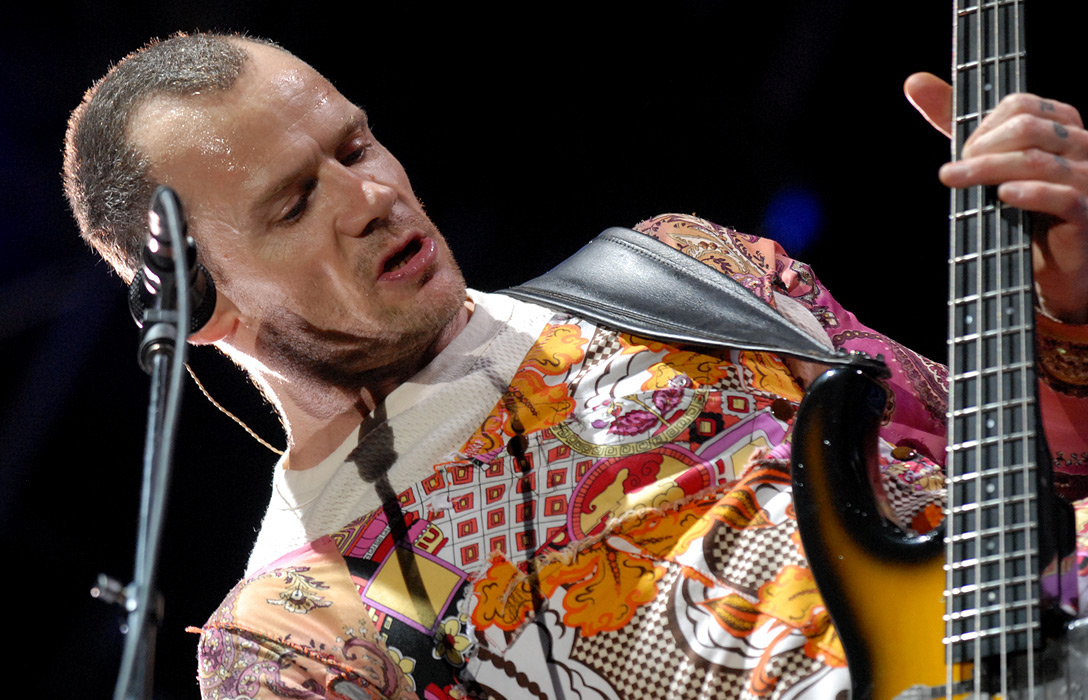
Flea wraz Red Hot Chili Peppers podczas koncertu na festiwalu Oxegen Festival (2006).

Niemal cały rok 2001 Red Hot Chili Peppers poświęcili na pisanie nowego materiału na album By the Way. Członkowie zespołu zaczęli słuchać muzyki melodyjnej, co miało duży wpływ na ostateczny kształt albumu. Frusciante przejął kontrolę nad procesem nagrywania i komponowania muzyki, co wywołało konflikt między nim i Balzarym. Gdy Flea dodał do swojej muzyki funkowy akord, spotykało się to ze sprzeciwem Frusciante. By the Way został wydany 9 lipca 2002 i zebrał pozytywne oceny od krytyków. Pomimo tego, że album nie okazał się tak wielkim sukcesem komercyjnym jak Californication czy Blood Sugar Sex Magik, By the Way sprzedał się w nakładzie ok. dziewięciu milionów kopii na całym świecie. Ponadto trasa koncertowa promująca album okazała się dużym sukcesem – zespół zagrał trzy koncerty w Hyde Parku w Londynie dla łącznie ponad 250-tysięcznej publiczności. Koncerty te zostały uznane za najbardziej udane i najkosztowniejsze w historii (grupa zainkasowała ponad 17 milionów dolarów).
Po zakończeniu trwającej dwa lata trasie koncertowej zespół zaczął pisać materiał na kolejny album, Stadium Arcadium. W 2005 Flea zaręczył się z Frankie Rayder, która urodziła ich córkę, Sunny Bebop, pod koniec tego roku. W odróżnieniu od By the Way w trakcie nagrywania Stadium Arcadium współpraca pomiędzy Frusciante i basistą układała się lepiej. Za inspirację do napisania albumu muzykom posłużyła twórczość takich artystów jak Jimi Hendrix, Jimmy Page i Eddie Van Halen. Dwupłytowy album został wydany 9 maja 2006, został przyjęty pozytywnie przez krytykę i sprzedał się w nakładzie ponad siedmiu milionów egzemplarzy w ciągu niespełna dwóch lat. W listopadzie 2007 wart niemal 5 milionów dolarów dom muzyka w Malibu spłonął w pożarze. Rezydencja nie była jednak jego głównym miejscem zamieszkania i była nieprzerwanie wynajmowana.
Po tym, jak zespół ogłosił zawieszenie działalności, Flea wstąpił na University of Southern California pod koniec 2008, gdzie zaczął studiować teorię muzyki, kompozycje i grę na trąbce. Ponadto muzyk rozpoczął uczęszczanie na różnego rodzaju kursy w celu udoskonalania swoich umiejętności: „fajnie jest dowiadywać się nowych rzeczy, gdyż nie wiem niemal nic. Grałem na trąbce w szkolnych zespołach. Uczyłem się tego, co mi się podobało, nie rozumiałem jednak, dlaczego dwa umiejętnie zagrane akordy układają się w całość, i jak instrument w ogóle wydaje dźwięk. (...) poznawanie muzyki od strony technicznej, jej struktury – to dobra zabawa”. Flea również poczynił starania w celu nagrania solowego albumu instrumentalnego, który miałby być nagrany w jego domu; spodziewani goście to m.in. Patti Smith i chór ze szkoły Silverlake Conservatory.

## Styl w muzyce
Każdy instrument daje Ci możliwość pokazania samego siebie i swojego nastawienia do świata. Nieważne, jaki jest Twój poziom zaawansowania, granie muzyki jest możliwością zaoferowania i oddania światu czegoś pożytecznego.

Flea prezentował kilka technik w czasie swojej kilkunastoletniej kariery – od techniki zwanej slapem po bardziej konwencjonalne i tradycyjne użycie gitary od czasu Blood Sugar Sex Magik. Greg Prato z serwisu Allmusic napisał, „łącząc typowo funkowe brzmienie gitary basowej z rockiem psychodelicznym, punkiem i hard rockiem, Flea wypracował nową technikę grania, która była naśladowana wiele razy przez innych muzyków”. Balzary jest uznawany za jednego z najlepszych basistów w historii; Greg Tate z magazynu Rolling Stone napisał: „gdyby w światku rocka była przyznawana nagroda Najbardziej Wartościowego Gitarzysty Basowego (ang. Most Valuable Bass Player), Flea miałby duże szanse niemal każdego roku”. Lider The Smashing Pumpkins, Billy Corgan, powiedział, że gdy poznał Red Hot Chili Peppers w 1984, „Flea grał tak agresywnie, że niemal wywiercił sobie dziurę w nadgarstku; z powodu bólu wrzeszczał rozpaczliwie pomiędzy piosenkami. Jeden z widzów wbiegł na scenę i zaczął lać klej na dziurę w ręku Balzary’ego”. Dźwięk muzyka jest również nierzadko warunkowany przez typ instrumentu, na którym gra w danym momencie. Przed nagraniem Californication nie wierzył, jak duże znaczenie ma typ gitary i sposób gry: „dla mnie to, co się liczyło, to twoje emocjonalne zaangażowanie i sposób uderzania w struny. I nadal tak sądzę”. Flea jest właścicielem gitary Fender Jazz Bass z 1961, którą ceni za „stary drewniany dźwięk”. Włożył wkład we wszystkie nagrania Red Hot Chili Peppers, grając na gitarze, ale również na trąbce, m.in. w utworach „Subway to Venus” i „Taste The Pain” z albumu Mother’s Milk i „Torture Me” ze Stadium Arcadium.

### Technika gry
Styl gry muzyka zmieniał się na przestrzeni lat. Podczas gry w zespole Fear jego styl grania skupiał się wokół tradycyjnych riffów rodem z punk rocka, zmieniał jednak styl po powstaniu Red Hot Chili Peppers. Do swojej muzyki zaczął dodawać technikę zwaną slapem, której inspiracją był Bootsy Collins. Technika ta spowodowała wzrost sławy muzyka na arenie rockowej i była niejednokrotnie kopiowana, przez co Flea postanowił zaprzestać używania jej tuż po wydaniu Mother’s Milk. W konsekwencji techniki użyte na Blood Sugar Sex Magik odbiegają od używanych przez muzyka wcześniej i oscylują wokół melodyjnych i tradycyjnych gatunków muzycznych. Zmianie uległy również jego muzyczne przekonania: „Na Blood Sugar Sex Magik chciałem grać w sposób jak najprostszy. Zdałem sobie sprawę z tego, ze dotychczas grałem zbyt dużo. Teraz postanowiłem się wyluzować i grać połowę tego co przedtem. Gdy grasz mniej, staje się to bardziej ekscytujące – jest więcej miejsca, więcej czasu na wszystko. Mam więcej czasu na skupienie się na grze. Chcę robić dobrze to, co robię – wolę grać mniej, a dobrze, niż nie być skupionym i tłuc ogromną liczbę akordów”. W czasie nagrywania One Hot Minute Flea włączył slapping do swojej filozofii mniej to więcej zamiast stosować skomplikowane techniki: „Nie mogę znaleźć jakiegoś skomplikowanego utworu na płycie; nawet ten cały slap jest łatwy. Wszystkie moje dźwięki są oryginalne, nie są przesterowane cyfrowo – i z tego jestem dumny. To, co gram, jest sprawą emocji i ascetycznego podejścia”. Spowodowało to zmianę sposobu pisania muzyka przez gitarzystę – Flea przestał uczestniczyć wraz z zespołem w jam sessions: „One Hot Minute jest albumem, w nagraniach do którego nie wykonywaliśmy prawie w ogóle sesji improwizacyjnych. W taki sposób powstała tylko jedna piosenka, „Deep Kick”. Większość materiału powstała w wyniku mojego długotrwałego siedzenia nad gitarą i długim dopracowywaniem każdego utworu.
Flea objawił zainteresowanie muzyką elektroniczną w czasie nagrań do Californication, toteż zaczął modulować dźwięk swojej gitary basowej za pomocą syntezatorów: „wierzę, że najbardziej ekscytującą formą muzyki jest właśnie elektronika, nie mam co do tego wątpliwości”. Zrezygnował jednak z tego procederu, gdyż spostrzegł, że jego interesy rozmijają się z zamierzeniami muzycznymi Frusciante. Na Californication basista powrócił do bardziej funkowych akordów niż to miało miejsce na One Hot Minute. Z kolei na By the Way muzyk odszedł od wpływów funkowych. Balzary miał wrażenie, że akordy napisane dla niego przez Frusciante nie wpasowywały się w jego technikę gry; do dzisiaj uważa, że album jest zbyt mało melodyjny, jednak: „jest to rezultat współpracy każdego z nas będącymi tymi, którymi naprawdę jesteśmy. Nasz sposób komponowania muzyki jest dość specyficzny”.

### Wpływ i inspiracje
Ojczym muzyka był artystą bebop, improwizatorem; na początku swojej kariery zafascynował się grą na trąbce. Balzary swoje zafascynowanie muzyką jazzową zawdzięcza takim muzykom jak Miles Davis, Charlie Parker, Louis Armstrong, John Coltrane i Dizzy Gillespie. Po tym, jak Kiedis zainteresował Balzary’ego muzyką rockową i punkiem, idolami muzycznymi muzykami stali się tacy artyści jak The Germs, Styx, David Bowie i Defunkt. Przed nagraniem Blood Sugar Sex Magik inspiracją dla basisty byli tacy muzycy jak Bootsy Collins, Parliament – Funkadelic, Sly & the Family Stone i The Meters. Zainteresowania i przekonania muzyczne basisty odcisnęły piętno na pierwszych czterech albumach grupy (do Mother’s Milk). Na początku lat 90. Flea zainteresował się zespołami punkowymi, które „grały najszybciej i najostrzej jak mogły”, porzucił jednak te zamiłowania w trakcie nagrywania Blood Sugar Sex Magik – „byłem taki zły, taki niepoukładany (...) to było wszystko wielkie gówno”. Na Californication i By the Way zaczerpnął inspirację od zespołów takich jak The Cure, Joy Division i Siouxsie & the Banshees, a także zainteresował się nową falą. Podczas nagrywania Stadium Arcadium odszedł od słuchania muzyki melodyjnej (której słuchał w trakcie nagrywania poprzednich dwóch płyt), czerpał zaś inspirację z gry takich gitarzystów jak Jimi Hendrix, Eddie Van Halen i Jimmy Page.

## Kariera filmowa i występy w telewizji
Flea prowadził dość aktywną karierę aktorską w połowie lat 80. Jego pierwsza rola to rola punka Razzle w filmie Suburbia w reżyserii Penelope Spheeris (1984). Niedługo potem wystąpił wraz z kolegami z Red Hot Chili Peppers w filmie Thrashin' (1986). Wystąpił jako Needles w filmach Powrót do przyszłości II (1989) i Powrót do przyszłości III (1990); w wywiadzie dotyczącym cz. II nazwał ją „śmieciem stworzonym za miliony dolarów”. Zagrał epizod w filmie Moje własne Idaho (1991) jako Budd. Muzyk zagrał w kilku filmach w latach 90. – Son in Law (1993; jako człowiek wykonujący tatuaże), Pościg (1994; kierowca ciężarówki), Las Vegas Parano (1997; hippis) i Big Lebowski (1998; nihilista). Użyczył również głosu w produkcjach animowanych takich jak serial Dzika rodzinka (1998-2004; Donnie) czy nagrodzony Oscarem Toy Story 4 (2019; lektor w reklamie Druha-Wybucha).
W 1991 Red Hot Chili Peppers wydali czarno-biały film dokumentalny traktujący o procesie nagrywania Blood Sugar Sex Magik, Funky Monks. Formacja wydała dwie płyty z zapisami koncertów – Off the Map (2001) i Live at Slane Castle (2003) – występ ten odbył się przy ponad 80-tysięcznej publiczności. Balzary wystąpił w kilku programach telewizyjnych razem z pozostałymi członkami Red Hot Chili Peppers. Kilka miesięcy przed odejściem Frusciante w 1992, zespół zagrał dwie piosenki w programie Saturday Night Live – Kiedis uznał występ za kompromitację z powodu celowo niepoprawnej gry Frusciante. Pod koniec tego roku grupa wystąpiła w jednym z odcinków serialu The Simpsons, „Krusty Gets Kancelled”. Na festiwalu Woodstock 1994 Kiedis zaproponował, by zespół zagrał kilka pierwszych piosenek w metalowych kombinezonach z dużymi żarówkami na głowach. Basista wyraził obiekcje, jednak ostatecznie zgodził się: „gdy zaczęliśmy grać, liczyła się tylko energia”. W 1992 Flea wziął udział w programie The Ben Stiller Show, w którym Flea wygrywa ze Stillerem mecz koszykówki. Na festiwalu Woodstock 1999 gitarzysta zagrał koncert nagi. Zespół zagrał trzykrotnie w programie Late Night with David Letterman.

## Życie prywatne
W 2019 roku ujawnił, że ma za sobą związki homoseksualne, choć nie identyfikuje się jako gej. Wspiera prawa osób LGBTQ, opowiada się przeciwko zmianom klimatycznym. Jego żoną jest Melody Ehsani.

## Instrumentarium
Menedżerem Balzary’ego odpowiedzialnym za jego sprzęt jest David Lee, zaś menedżerami odpowiedzialnymi za trasy koncertowe muzyka są Jon Pope i Louis Mathieu.
| - Alembic Epic - Fender Jazz Bass - Ampeg-Dan Armstrong-Bass - Fender Precision Bass - Modulus Funk Unlimited - Music Man Cutlass I - MusicMan Sterling - MusicMan StingRay - Spector NS - Wal Custom Mark II - Ernie Ball Musicman - Fleabass (od 2009 r.) | - Trace Elliot - Acoustic USA 360/61 - Gallien-Krueger - Mesa/Boogie Electro - Electro-Harmonix Bass Balls - Electro-Harmonix Q-Tron - MXR Micro Amp - BOSS ODB-3 Bass Overdrive - BOSS AW-2 Auto Wah - BOSS AW-3 Dynamic Wah - Dunlop 105Q Crybaby Bass Wah - DOD/FX25 - Malekko B:assmaster Distortion |

## Dyskografia

### Albumy studyjne
| Data wydania         | Tytuł                       | Wytwórnia            |
| -------------------- | --------------------------- | -------------------- |
| 10 sierpnia 1984     | The Red Hot Chili Peppers   | EMI, Capitol Records |
| 16 sierpnia 1985     | Freaky Styley               | EMI, Capitol Records |
| 29 września 1987     | The Uplift Mofo Party Plan  | EMI, Capitol Records |
| 16 sierpnia 1989     | Mother’s Milk               | EMI                  |
| 24 września 1991     | Blood Sugar Sex Magik       | Warner Bros. Records |
| 12 września 1995     | One Hot Minute              | Warner Bros. Records |
| 8 czerwca 1999       | Californication             | Warner Bros. Records |
| 9 lipca 2002         | By the Way                  | Warner Bros. Records |
| 5 maja 2006          | Stadium Arcadium            | Warner Bros. Records |
| 30 sierpnia 2011     | I’m with You                | Warner Bros. Records |
| 17 czerwca 2016      | The Getaway                 | Warner Bros. Records |
| 1 kwietnia 2022      | Unlimited Love              | Warner Bros. Records |
| 14 października 2022 | Return of the Dream Canteen | Warner Bros. Records |

### Single
| Rok  | Tytuł                                           | Album                                        |
| ---- | ----------------------------------------------- | -------------------------------------------- |
| 1984 | „True Men Don’t Kill Coyotes”                   | The Red Hot Chili Peppers                    |
| 1984 | „Get Up and Jump”                               | The Red Hot Chili Peppers                    |
| 1985 | „Jungle Man”                                    | Freaky Styley                                |
| 1985 | „American Ghost Dance”                          | Freaky Styley                                |
| 1985 | „Hollywood (Africa)”                            | Freaky Styley                                |
| 1987 | „Fight Like a Brave”                            | The Uplift Mofo Party Plan                   |
| 1987 | „Me & My Friends”                               | The Uplift Mofo Party Plan                   |
| 1989 | „Knock Me Down”                                 | Mother’s Milk                                |
| 1989 | „Higher Ground”                                 | Mother’s Milk                                |
| 1989 | „Taste the Pain”                                | Mother’s Milk                                |
| 1990 | „Show Me Your Soul”                             | Mother’s Milk                                |
| 1991 | „Give It Away”                                  | Blood Sugar Sex Magik                        |
| 1991 | „Under the Bridge”                              | Blood Sugar Sex Magik                        |
| 1992 | „Suck My Kiss”                                  | Blood Sugar Sex Magik                        |
| 1992 | „Breaking the Girl”                             | Blood Sugar Sex Magik                        |
| 1992 | „Behind the Sun”                                | What Hits!?                                  |
| 1993 | „Soul to Squeeze”                               | bez albumu – soundtrack do filmu „Coneheads” |
| 1995 | „Warped” „Aeroplane” „My Friends” „Coffee Shop" | One Hot Minute                               |
| 1999 | „Scar Tissue”                                   | Californication                              |
| 1999 | „Around the World”                              | Californication                              |
| 2000 | „Otherside”                                     | Californication                              |
| 2000 | „Californication”                               | Californication                              |
| 2000 | „Road Trippin’”                                 | Californication                              |
| 2002 | „By the Way”                                    | By the Way                                   |
| 2002 | „The Zephyr Song”                               | By the Way                                   |
| 2003 | „Can't Stop”                                    | By the Way                                   |
| 2003 | „Universally Speaking”                          | By the Way                                   |
| 2003 | „Fortune Faded”                                 | Greatest Hits                                |
| 2006 | „Dani California”                               | Stadium Arcadium                             |
| 2006 | „Tell Me Baby”                                  | Stadium Arcadium                             |
| 2006 | „Snow (Hey Oh)”                                 | Stadium Arcadium                             |
| 2007 | „Desecration Smile”                             | Stadium Arcadium                             |
| 2007 | „Hump de Bump”                                  | Stadium Arcadium                             |
| 2011 | „The Adventures of Rain Dance Maggie”           | I’m with You                                 |
| 2011 | „Monarchy of Roses”                             | I’m with You                                 |
| 2016 | „Dark Necessities”                              | The Getaway                                  |
| 2016 | „Go Robot”                                      | The Getaway                                  |
| 2016 | „Sick Love”                                     | The Getaway                                  |
| 2017 | „Goodbye Angels”                                | The Getaway                                  |
| 2022 | „Black Summer”                                  | Unlimited Love                               |
| 2022 | „These Are the Ways”                            | Unlimited Love                               |
| 2022 | „Tippa My Tongue”                               | Return of the Dream Canteen                  |
| 2022 | „The Drummer”                                   | Return of the Dream Canteen                  |

### Współpraca z innymi artystami
| Data wydania         | Artysta                        | Tytuł albumu                      |
| -------------------- | ------------------------------ | --------------------------------- |
| październik 1985     | Big Audio Dynamite             | This Is Big Audio Dynamite        |
| 1986                 | październik Big Audio Dynamite | No.10, Upping St.                 |
| 1987                 | Thelonious Monster             | Next Saturday Afternoon           |
| 29 sierpnia 1987     | Warren Zevon                   | Sentimental Hygiene               |
| 23 sierpnia 1988     | Jane’s Addiction               | Nothing's Shocking                |
| 1988                 | UK Subs                        | Japan Today                       |
| 5 września 1989      | Big Audio Dynamite             | Megatop Phoenix                   |
| 1989                 | Keith Levene                   | Keith Levene's Violent Opposition |
| 1989                 | Young MC                       | Stone Cold Rhymin                 |
| 1990                 | The Weirdos                    | Condor                            |
| 12 października 1992 | Thelonious Monster             | Beautiful Mess                    |
| 8 lutego 1993        | Mick Jagger                    | Wandering Spirit                  |
| 1994                 | Jon Hassell                    | Dressing For Pleasure             |
| 1994                 | Pigface                        | Notes from Thee Underground       |
| 19 lipca 1994        | Sir Mix-A-Lot                  | Chief Boot Knocka                 |
| 13 czerwca 1995      | Alanis Morissette              | Jagged Little Pill                |
| 1995                 | P                              | P                                 |
| 1995                 | Cheikha Rimitti                | Sidi Mansour                      |
| 28 maja 1996         | Porno For Pyros                | Good God's Urge                   |
| 5 listopada 1996     | Johnny Cash                    | Unchained                         |
| 1996                 | Cheikha Rimitti                | Cheikha                           |
| 1996                 | Michael Brooke                 | Albino Alligator                  |
| 4 listopada 1997     | Jane’s Addiction               | Kettle Whistle                    |
| 14 listopada 1998    | Jewel                          | Spirit                            |
| 23 lutego 1999       | Banyan                         | Anytime At All                    |
| 21 marca 2000        | Fishbone                       | The Psychotic Friends Nuttwerx    |
| 2001                 | Action Figure Party            | Action Figure Party               |
| 2001                 | Gov’t Mule                     | The Deep End Volume 1             |
| 2001                 | Rambient                       | So Many Worlds                    |
| 2 lipca 2001         | Tricky                         | Blowback                          |
| 2001                 | UK Subs                        | Mad Cow Fever                     |
| 25 lutego 2002       | Alanis Morissette              | Under Rug Swept                   |
| 15 kwietnia 2003     | Ziggy Marley                   | Dragonfly                         |
| 24 czerwca 2003      | The Mars Volta                 | De-Loused in the Comatorium       |
| 1 marca 2005         | The Mars Volta                 | Frances The Mute                  |
| 20 stycznia 2009     | John Frusciante                | The Empyrean                      |
| 31 marca 2010        | Slash                          | Slash                             |

## Nagrody
Tabela przedstawia nagrody zdobyte przez muzyka razem z Red Hot Chili Peppers
| Rok  | Nagroda lub wyróżnienie                        | Uzasadnienie                                                                 |
| ---- | ---------------------------------------------- | ---------------------------------------------------------------------------- |
| 1993 | Nagroda Grammy                                 | Najlepszy występ hardrockowy (za „Give It Away”)                             |
| 2000 | MuchMusic Video Awards (MMVA)                  | Najlepsze wideo muzyczne                                                     |
| 2000 | Billboard Music Awards                         | Najlepsza Grupa Alternatywna                                                 |
| 2000 | American Music Awards                          | Najbardziej ulubiony artysta alternatywny                                    |
| 2002 | MTV Video Music Awards Latin America           | Najlepszy międzynarodowy artysta rockowy                                     |
| 2002 | Meteor Music Awards                            | Najlepszy występ                                                             |
| 2003 | Meteor Ireland Music Awards                    | Najlepszy występ live (Lansdowne Road)                                       |
| 2003 | Meteor Ireland Music Awards                    | Najlepszy album (By the Way)                                                 |
| 2003 | MTV Video Music Awards Japan                   | Najlepsze rockowe wideo                                                      |
| 2003 | Japan Gold Disc Awards                         | Najlepszy rockowy album (By The Way)                                         |
| 2003 | BRIT Awards                                    | Najlepszy zespół                                                             |
| 2003 | ECHO Awards                                    | Najlepszy zespół                                                             |
| 2003 | Hungarian Music Awards                         | Najlepszy album rockowy (By The Way)                                         |
| 2003 | Kerrang! Awards                                | Najlepsi autorzy piosenek                                                    |
| 2004 | California Music Awards                        | Najbardziej ulubiony zespół z Kalifornii                                     |
| 2004 | Q Awards                                       | Zjawisko roku                                                                |
| 2004 | Japan Gold Disc Awards                         | Najlepszy alternatywny album roku (Greatest Hits)                            |
| 2004 | Meteor Ireland Music Awards                    | Najlepszy występ live (Slane Castle)                                         |
| 2006 | Chainsaw Awards                                | Wideo („Dani California”)                                                    |
| 2006 | American Music Awards                          | Najbardziej ulubiony zespół                                                  |
| 2006 | American Music Awards                          | Najbardziej ulubiony artysta alternatywny                                    |
| 2006 | U Choose 40 (NZ)                               | Ulubiona piosenka w Nowej Zelandii („Under the Bridge”)                      |
| 2007 | U Choose 40 (NZ)                               | Najlepszy zespół na Big Day Out („Give It Away”)                             |
| 2007 | ECHO Awards                                    | Najlepszy zespół                                                             |
| 2007 | MTV Australia Video Music Awards               | Najlepszy zespół                                                             |
| 2007 | MTV VMA Japan                                  | Najlepsze wyreżyserowanie teledysku („Dani California”)                      |
| 2007 | U Choose 40 (NZ)                               | Take Me Back To The 90's (NZ) Song (Under The Bridge)                        |
| 2007 | MTV Video Music Brasil                         | Najlepszy artysta                                                            |
| 2007 | Hungarian Music Awards                         | Album rockowy roku (Stadium Arcadium)                                        |
| 2007 | Japan Gold Disc Awards                         | Piosenka roku (najczęściej pobierana piosenka z Internetu) (Dani California) |
| 2007 | Japan Gold Disc Awards                         | Najczęściej pobierane piosenki z Internetu (Dani California)                 |
| 2007 | Japan Gold Disc Awards                         | Album roku (Stadium Arcadium)                                                |
| 2007 | Polish Frederic Chopin and Platinum Disc Award | Za album Stadium Arcadium                                                    |
| 2008 | Hollywood Walk of Fame                         | Gwiazda 2008                                                                 |